# Risa Takashima
Pour les articles homonymes, voir Takashima (homonymie).
Risa Takashima (髙嶋理紗, Takashima Risa), née le 8 février 1999 à Sapporo, est une escrimeuse japonaise spécialiste du sabre. Elle est médaillée de bronze par équipes aux Jeux de 2024.

## Carrière
Née à Ōmuta, elle commence l'escrime en sixième année. En 2021, elle sort diplômée de l'Université Hōsei.
En 2017, elle remporte l'or en sabre par équipes lors de l'Universiade d'été.
Aux Jeux olympiques d'été de 2024, Risa Takashima remporte la médaille de bronze en sabre par équipes. C'est la première médaille du pays dans cette arme.

## Palmarès

### Jeux olympiques
- Jeux olympiques d'été de 2024 à Paris :
  -  médaille de bronze en sabre par équipe

### Jeux asiatiques
- Jeux asiatiques de 2018 à Jakarta :
  -  médaille de bronze en sabre par équipes

### Championnats d'Asie
- Championnats d'Asie d'escrime 2024 à Koweït :
  -  médaille de bronze en sabre par équipes
- Championnats d'Asie 2023 à Wuxi :
  -  médaille de bronze en sabre par équipes
- Championnats d'Asie 2016 à Wuxi :
  -  médaille de bronze en sabre par équipes